# Жовте (Березівський район)
Жо́вте — село Іванівської селищної громади Березівського району Одеської області в Україні. Населення становить 61 осіб.

## Населення
Згідно з переписом 1989 року населення села становило 60 осіб, з яких 26 чоловіків та 34 жінки.
За переписом населення 2001 року в селі мешкало 59 осіб.

### Мова
Розподіл населення за рідною мовою за даними перепису 2001 року:
| Мова       | Відсоток |
| ---------- | -------- |
| українська | 75,41 %  |
| гагаузька  | 8,2 %    |
| російська  | 8,2 %    |
| румунська  | 4,92 %   |
| болгарська | 3,28 %   |